# Ољешна
Ољешна (слч. Olešná) насељено је мјесто са административним статусом сеоске општине (слч. obec) у округу Чадца, у Жилинском крају, Словачка Република.

## Становништво
| Година:    | 1994. | 2004.   | 2014.   | 2024.   |
| ---------- | ----- | ------- | ------- | ------- |
| Број људи: | 2184  | 2047    | 1949    | 1890    |
| Разлика:   |       | -6,27 % | -4,78 % | -3,02 % |

| Година:    | 2023. | 2024.   |
| ---------- | ----- | ------- |
| Број људи: | 1900  | 1890    |
| Разлика:   |       | -0,52 % |

Према подацима о броју становника из 2024. године насеље је имало 1890 становника.